# Heinz Zemanek

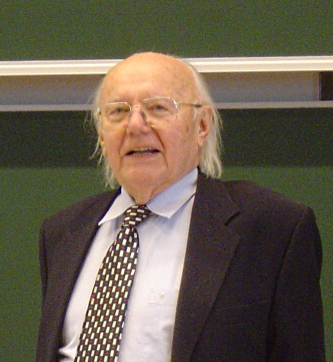
Heinz Zemanek (2007)

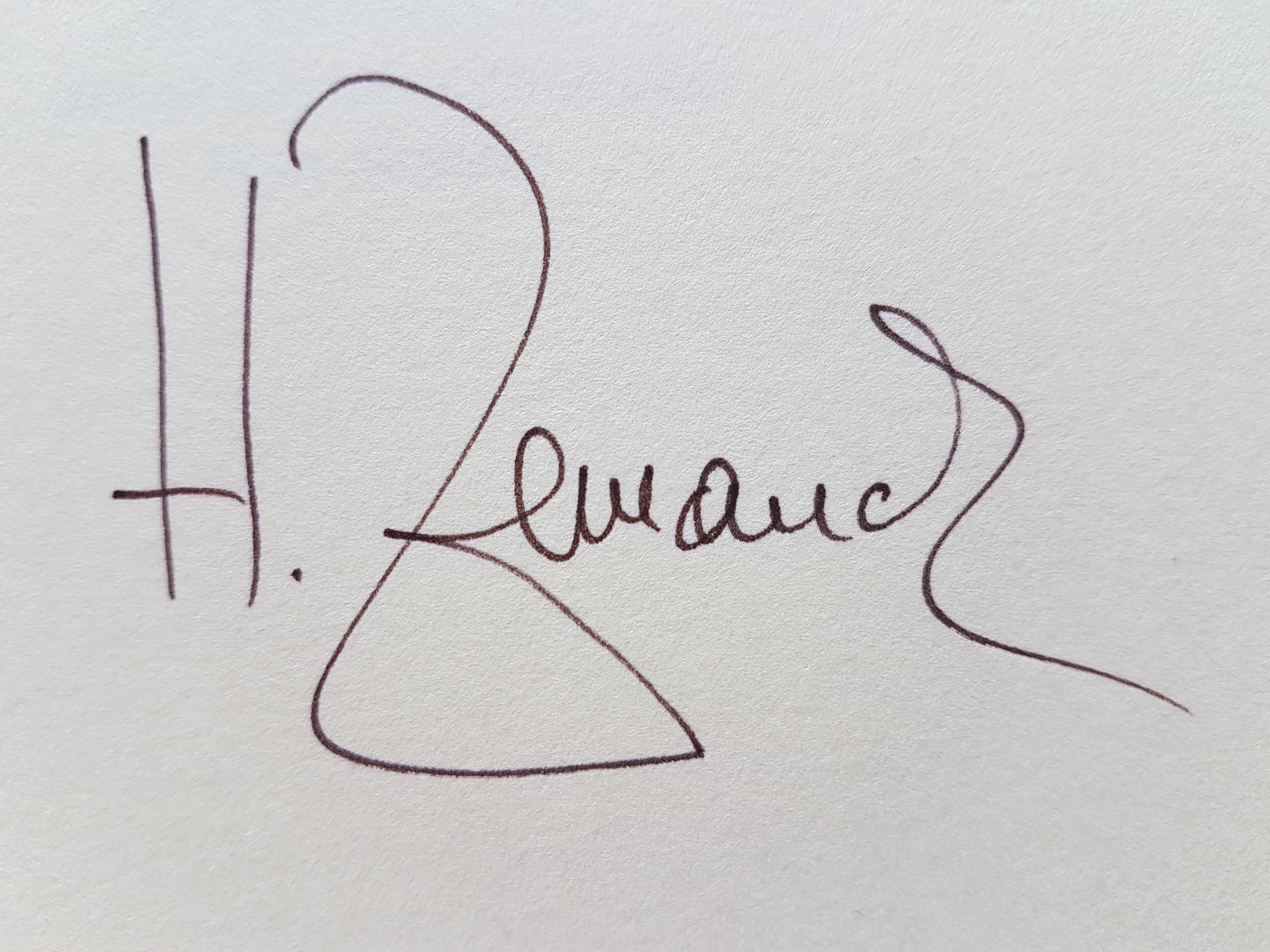
Heinz Zemanek (2007)

Heinz Zemanek, eigentlich Heinrich Josef Zemanek (* 1. Jänner 1920 in Wien; † 16. Juli 2014 ebenda), war ein österreichischer Computerpionier und Hochschullehrer.

## Leben und Werk
Nach der Matura am BRG6 Marchettigasse im Juni 1937 studierte er Nachrichtentechnik an der Technischen Hochschule in Wien (heute Technische Universität Wien). Ab 1943 arbeitete er unter der Aufsicht von Richard Feldtkeller, einem Professor der Universität Stuttgart, an seiner Diplomarbeit zum Thema Über die Erzeugung von kurzen Impulsen aus einer Sinusschwingung, im Dezember 1944 graduierte er zum Diplom-Ingenieur. Im Juni 1951 wurde er mit der Arbeit Zeitteilverfahren in der Telegraphie zum Dr. techn. promoviert. 1958 habilitierte er sich, von 1947 bis 1961 war er Hochschulassistent an der TU Wien.
1954 betreute er eine Diplomarbeit, in deren Rahmen die Logistische Relaisrechenmaschine 1 entwickelt wurde. Seine bekannteste Leistung ist der Bau des ersten volltransistorisierten Computers auf dem europäischen Festland, des „Mailüfterls“. Der Name ist ein Wortspiel und bezieht sich auf Whirlwind, einen Rechner, der in der Zeit von 1945 bis 1951 am Massachusetts Institute of Technology (MIT) entwickelt wurde. Das „Mailüfterl“ ist im Technischen Museum Wien ausgestellt. Zu seinem Team gehörten unter anderem Peter Lucas, Georg J. Leser, Viktor Kudielka, Kurt Walk, Ernst Rothauser, Kurt Bandat und Norbert Teufelhart.
Heinz Zemanek übersiedelte 1961 mit seiner Mailüfterl-Gruppe von der Technischen Hochschule zur Firma IBM, die ihm das Wiener IBM-Labor einrichtete. Nach der Verlegung des Wiener IBM-Labors nach Böblingen stieg Zemanek 1976 zum „IBM Fellow“ auf, dem höchsten Rang, den ein Techniker beim damaligen Computer-Weltmarktführer erreichen kann (Forschungsbeauftragter nach eigener Disposition). Diese Position hielt er bis zu seiner Pensionierung im Jahr 1985.
Im Bereich der Programmiersprachen war Zemanek für die formale Definition der Programmiersprache PL/I der Firma IBM mitverantwortlich, geschrieben in der sogenannten Vienna Definition Language (VDL).
Ab Oktober 1964 war Zemanek außerordentlicher Professor an der Technischen Hochschule Wien, ab September 1984 ordentlicher Universitätsprofessor. Neben seiner universitären Tätigkeit beriet er auch Bundeskanzler Josef Klaus in informatischen Fragen. Nach seiner Emeritierung im Jahr 1985 war er bis zum Wintersemester 2006 als Vortragender am Institut für Computertechnik der Technischen Universität Wien tätig und hielt jedes Jahr im Wintersemester zwei von vier Vorlesungen (Abstrakte Computer-Architektur, Menschliche Aspekte des Computers, Geschichte der Informatik und Geographische Geschichte des Computers).
Zemanek war langjähriges Mitglied der International Federation for Information Processing (IFIP) und von 1971 bis 1974 deren Präsident.
Zemanek war seit 1992 korrespondierendes Mitglied der Bayerischen Akademie der Wissenschaften. Im Jahr 2003 erhielt er für sein Lebenswerk den Kardinal-Innitzer-Preis, 2005 wurde ihm das Österreichische Ehrenkreuz für Wissenschaft und Kunst I. Klasse verliehen. 2010 veranstaltete das Deutsche Museum zusammen mit der Gesellschaft für Informatik und der Ludwig-Maximilians-Universität München (LMU) ein Festsymposium zum 90. Geburtstag von Heinz Zemanek, auf dem er als einer der führenden Informatikpioniere Mitteleuropas gewürdigt wurde.
Der nach ihm benannte Heinz-Zemanek-Preis wird von der Österreichischen Computer Gesellschaft (OCG), deren Gründungsmitglied Zemanek war, für außergewöhnliche Forschungsarbeiten auf dem Gebiet der Informatik vergeben.
An der Technischen Universität Wien ist ein Seminarraum nach Zemanek benannt.
Neben seiner wissenschaftlichen Tätigkeit war Heinz Zemanek führend in der Österreichischen Pfadfinderbewegung engagiert.
Er wurde einem ehrenhalber gewidmeten Grab am Baumgartner Friedhof (Gruppe 21, Nummer 219) bestattet. Im Jahr 2019 wurde in Wien-Landstraße (3. Bezirk) die Zemanekgasse nach ihm benannt.

## Publikationen
- Kalender und Chronologie: Bekanntes & Unbekanntes aus der Kalenderwissenschaft. 5., verb. Auflage. Oldenbourg, München 1990, ISBN 3-486-20927-2.
- Weltmacht Computer: Geschichte, Strukturen, Medien. Bechtle, Esslingen 1991, ISBN 3-7628-0492-3.
- Das geistige Umfeld der Informationstechnik. Springer, Berlin 1992, ISBN 3-540-54359-7.
- Unser Kalender. (= Schriften der Wiener Katholischen Akademie. Band 12). Wiener Katholische Akademie, Wien 1995, DNB 955933331.
- Vom Mailüfterl zum Internet. Geschichte, Perspektiven und Kritik der Informationstechnik. (= Wiener Vorlesungen im Rathaus. Band 78). Picus, Wien 2001, ISBN 3-85452-378-5. (erweiterte Fassung des Vortrags an der Technischen Universität Wien vom 29. Februar 2000)
- A. Reiter (Hrsg.), C. Berger (Ill.), H. Zemanek und 25 weitere Autoren: Anekdoten zur Informatik. Pointen, Pannen, Pioniere aus Wissenschaft und Schule. Studien-Verlag, Innsbruck 2001, ISBN 3-7065-1697-7.

### Beiträge in Zeitschriften
- Möglichkeiten und Grenzen der automatischen Sprachübersetzung, in: Sprache im technischen Zeitalter, Nr. 1 (1961), Seite 3–15.
- Methoden der automatischen Sprachübersetzung, Sprache im technischen Zeitalter, Nr. 2 (1962), Seite 87–110.

## Auszeichnungen
- Österreichisches Ehrenkreuz für Wissenschaft und Kunst I. Klasse
- Goldenes Ehrenzeichen für die Verdienste um das Land Wien
- Johann Joseph Ritter von Prechtl-Medaille der TU Wien
- Preisträger des Ehrenrings 1998 der Eduard-Rhein-Stiftung
- Leonardo-da-Vinci-Medaille der European Society for the Education of Engineers
- Rudolf-Kompfner-Medaille der Fakultät für Elektrotechnik und Informationstechnik der Technischen Universität Wien (2010).
- Wilhelm-Exner-Medaille